# Steven De Petter
Steven De Petter (* 22. November 1985 in Aalst, Belgien) ist ein ehemaliger belgischer Fußballspieler. Er spielte als Verteidiger.

## Karriere
De Petter begann seine Karriere beim SK Terjoden-Welle in Aalst. Mit 13 Jahren wechselte er zum Zweitligisten FC Denderleeuw, wo er alle Jugendmannschaften durchlief und mit 17 Jahren in die erste Mannschaft aufgenommen wurde. Der Verein fusionierte 2001 mit Eendracht Hekelgem zum FC Denderleeuw E.H. und stieg 2004 in die dritte Liga ab. 2005 fusionierte der Verein mit Verbroedering Denderhoutem zum FC Verbroedering Dender Eendracht Hekelgem und stieg 2006 in die Zweite Liga, sowie in der darauffolgenden Saison zum ersten Mal in der Vereinsgeschichte in die Erste Liga auf. Im Juli 2009 wechselte De Petter zum KVC Westerlo und drei Jahre später schloss er sich dem KV Mechelen an. Seit 2016 stand er beim VV St. Truiden unter Vertrag.
Sein letztes Spiel bestritt De Petter am 10. März 2019. Seitdem konnte er aufgrund einer Verletzung nicht mehr spielen. Ende März 2020 beschloss er sich, seine Karriere zu beenden.